# Plectris balthasari
Plectris balthasari är en skalbaggsart som beskrevs av Frey 1967. Plectris balthasari ingår i släktet Plectris och familjen Melolonthidae. Inga underarter finns listade i Catalogue of Life.